# Colobostema metarhamphe
Colobostema metarhamphe är en tvåvingeart som beskrevs av Cook 1971. Colobostema metarhamphe ingår i släktet Colobostema och familjen dyngmyggor. Inga underarter finns listade i Catalogue of Life.